# Saison 2018-2019 de l'Union Bordeaux Bègles
Cette page présente la saison 2018-2019 de l'Union Bordeaux Bègles en Top 14 et en Challenge européen.

## Entraîneurs
- Rory Teague  : Manager général (jusqu'au 12 novembre 2018)
- Joe Worsley  : Entraîneur de la défense puis manager (à partir du 12 novembre 2018)
- Luke Narraway  : Entraîneur des avants
- Heini Adams  : Entraîneur des skills (jusqu'au 22 novembre 2018)
- Jean-Baptiste Poux  : Entraîneur de la mêlée
- Brock James  : Entraîneur du jeu au pied

## Effectif 2018-2019
| Nom                  | Poste            | Naissance          | Nationalité sportive | Sélections (points marqués) | Dernier club        | Arrivée au club (année) |
| -------------------- | ---------------- | ------------------ | -------------------- | --------------------------- | ------------------- | ----------------------- |
| Jefferson Poirot     | Pilier           | 1er novembre 1992  | France               |                             | CA Brive            | 2012                    |
| Vadim Cobilas        | Pilier           | 30 juillet 1983    | Moldavie             |                             | Sale Sharks         | 2016                    |
| Peni Ravai Kovekalou | Pilier           | 16 juin 1990       | Fidji                |                             | Stade aurillacois   | 2017                    |
| Thierry Païva        | Pilier           | 19 novembre 1995   | France               | -                           | US Carcassonne      | 2017                    |
| Laurent Delboulbes   | Pilier           | 17 novembre 1986   | France               | -                           | RC Toulon           | 2018                    |
| Lekso Kaulashvili    | Pilier           | 27 août 1992       | Géorgie              | -                           | Stade rochelais     | 2018                    |
| Saba Kaulashvili     | Pilier           | 1999               | Géorgie              | -                           | Locomotive Tbilisi  | 2018                    |
| Viliamu Afatia       | Pilier           | 24 mai 1990        | Samoa                |                             | Racing 92           | 2018                    |
| Ole Avei             | Talonneur        | 13 juin 1983       | Samoa                |                             | Chiefs              | 2010                    |
| Clément Maynadier    | Talonneur        | 11 octobre 1988    | France               |                             | SC Albi             | 2013                    |
| Adrien Pélissié      | Talonneur        | 7 août 1990        | France               |                             | Stade aurillacois   | 2017                    |
| Florian Dufour       | Talonneur        | 29 octobre 1997    | France               | -                           | SU Agen             | 2017                    |
| Maxime Lamothe       | Talonneur        | 3 octobre 1998     | France               | -                           | Formé au club       | 2017                    |
| Lasha Tabidze        | Talonneur        | 4 juillet 1997     | Géorgie              |                             | Formé au club       | 2017                    |
| Jandré Marais        | Deuxième ligne   | 14 juin 1989       | Afrique du Sud       | -                           | Sharks              | 2013                    |
| Cyril Cazeaux        | Deuxième ligne   | 10 février 1995    | France               | -                           | US Dax              | 2015                    |
| Luke Jones           | Deuxième ligne   | 2 avril 1991       | Australie            |                             | Melbourne Rebels    | 2016                    |
| Kane Douglas         | Deuxième ligne   | 1er juin 1989      | Australie            |                             | Queensland Reds     | 2018                    |
| Tevita Ratuva        | Deuxième ligne   | 8 mai 1995         | Fidji                | -                           | Brisbane City       | 2018                    |
| Marco Tauleigne      | Troisième ligne  | 30 août 1993       | France               |                             | CS Bourgoin-Jallieu | 2013                    |
| Luke Braid           | Troisième ligne  | 5 octobre 1988     | Nouvelle-Zélande     | -                           | Blues               | 2015                    |
| Adrien Vigne         | Troisième ligne  | 14 octobre 1998    | France               | -                           | AS Béziers          | 2017                    |
| Alexandre Roumat     | Troisième ligne  | 27 juin 1997       | France               | -                           | Biarritz olympique  | 2017                    |
| Cameron Woki         | Troisième ligne  | 7 novembre 1998    | France               | -                           | RC Massy            | 2017                    |
| Leroy Houston        | Troisième ligne  | 10 novembre 1986   | Australie            |                             | Queensland Reds     | 2017                    |
| Mahamadou Diaby      | Troisième ligne  | 15 août 1990       | France               | -                           | FC Grenoble         | 2017                    |
| Afa Amosa            | Troisième ligne  | 11 octobre 1990    | Australie            | -                           | Stade rochelais     | 2018                    |
| Beka Gorgadze        | Troisième ligne  | 8 février 1996     | Géorgie              |                             | Stade montois       | 2018                    |
| Baptiste Serin       | Demi de mêlée    | 20 juin 1994       | France               |                             | Formé au Club       | 2012                    |
| Yann Lesgourgues     | Demi de mêlée    | 17 janvier 1991    | France               | -                           | Biarritz Olympique  | 2014                    |
| Jules Gimbert        | Demi de mêlée    | 2 mars 1998        | France               | -                           | Formé au Club       | 2017                    |
| Florian Cazenave     | Demi de mêlée    | 30 décembre 1989   | France               | -                           | CA Brive            | 2018                    |
| Matthieu Jalibert    | Demi d'ouverture | 6 novembre 1998    | France               |                             | Formé au Club       | 2017                    |
| Brock James          | Demi d'ouverture | 22 octobre 1981    | Australie            | -                           | Stade rochelais     | 2018                    |
| Julien Rey           | Centre           | 1er septembre 1986 | France               |                             | US Colomiers        | 2011                    |
| Romain Lonca         | Centre           | 26 novembre 1991   | France               | -                           | Stade Hendayais     | 2013                    |
| Jean-Baptiste Dubié  | Centre           | 16 juillet 1989    | France               | -                           | Stade montois       | 2015                    |
| Nathan Decron        | Centre           | 17 février 1998    | France               | -                           | SU Agen             | 2017                    |
| Semi Radradra        | Centre           | 13 juin 1992       | Fidji                |                             | RC Toulon           | 2018                    |
| Seta Tamanivalu      | Centre           | 23 juillet 1992    | Nouvelle-Zélande     |                             | Crusaders           | 2018                    |
| Ulupano Seuteni      | Centre           | 9 décembre 1993    | Australie            | -                           | Oyonnax Rugby       | 2018                    |
| Blair Connor         | Ailier           | 29 septembre 1988  | Australie            | -                           | Reds                | 2010                    |
| Nans Ducuing         | Ailier           | 6 novembre 1991    | France               | -                           | USA Perpignan       | 2015                    |
| Eto Nabuli           | Ailier           | 24 août 1988       | Australie            |                             | Queensland Reds     | 2018                    |
| George Tilsley       | Ailier           | 27 février 1997    | Nouvelle-Zélande     | -                           | SU Agen             | 2018                    |
| Nicolas Plazy        | Ailier           | 17 mai 1994        | France               | -                           | Colomiers rugby     | 2018                    |
| Geoffrey Cros        | Arrière          | 8 mars 1997        | France               | -                           | Tarbes PR           | 2016                    |
| Darly Domvo          | Arrière          | 3 avril 1992       | France               | -                           | Formé au Club       | 2011                    |
| Romain Buros         | Arrière          | 31 juillet 1997    | France               | -                           | Section paloise     | 2018                    |

## Calendrier et résultats

### Matchs amicaux
- 9 août : Aurillac - Union Bordeaux Bègles :  22-20
- 17 août : Sharks - Union Bordeaux Bègles

### Top 14
| - Union Bordeaux Bègles - Section paloise : 41-19 - Stade français - Union Bordeaux Bègles : 20-8 - Union Bordeaux Bègles - Montpellier HR : 9 - 9 - SU Agen - Union Bordeaux Bègles : 22-17 - Union Bordeaux Bègles - ASM Clermont : 23-19 - Union Bordeaux Bègles - Stade rochelais : 34 - 22 - FC Grenoble - Union Bordeaux Bègles : 28-25 - Union Bordeaux Bègles - Lyon OU : 35 - 13 - Stade toulousain - Union Bordeaux Bègles : 40-0 - Union Bordeaux Bègles - RC Toulon : 36 - 25 - USA Perpignan - Union Bordeaux Bègles : 11-22 - Castres Olympique - Union Bordeaux Bègles : 13-32 - Union Bordeaux Bègles - Racing 92 : 40 - 7 | - Section paloise - Union Bordeaux Bègles : 40 - 23 - Union Bordeaux Bègles - Stade français : 26 - 12 - Montpellier HR -Union Bordeaux Bègles : 37 - 10 - Union Bordeaux Bègles - SU Agen : 25 - 17 - ASM Clermont - Union Bordeaux Bègles : 40 - 20 - Stade rochelais - Union Bordeaux Bègles : 81 - 12 - Union Bordeaux Bègles - FC Grenoble : 47 - 31 - Lyon OU - Union Bordeaux Bègles : 34-10 - Union Bordeaux Bègles - Stade toulousain : 36 - 43 - RC Toulon - Union Bordeaux Bègles : 45 - 17 - Union Bordeaux Bègles - USA Perpignan : 31 - 22 - Union Bordeaux Bègles - Castres Olympique : 12 - 16 - Racing 92 - Union Bordeaux Bègles : 45 - 27 |

| Rang | Club                  | J  | V  | N | D  | Bo | Bd | Pm  | Pe  | Diff | Pts |
| ---- | --------------------- | -- | -- | - | -- | -- | -- | --- | --- | ---- | --- |
| 1    | Stade toulousain      | 26 | 21 | 2 | 3  | 9  | 1  | 820 | 508 | +312 | 98  |
| 2    | ASM Clermont          | 26 | 16 | 3 | 7  | 9  | 4  | 828 | 535 | +293 | 83  |
| 3    | Lyon OU               | 26 | 17 | 1 | 8  | 7  | 1  | 683 | 525 | +158 | 78  |
| 4    | Racing 92             | 26 | 15 | 1 | 10 | 8  | 4  | 750 | 563 | +187 | 74  |
| 5    | Stade rochelais       | 26 | 16 | 0 | 10 | 6  | 1  | 719 | 616 | +103 | 71  |
| 6    | Montpellier HR        | 26 | 14 | 1 | 11 | 6  | 6  | 659 | 546 | +113 | 70  |
| 7    | Castres olympique (T) | 26 | 15 | 0 | 11 | 4  | 5  | 508 | 499 | +9   | 69  |
| 8    | Stade français Paris  | 26 | 14 | 0 | 12 | 4  | 4  | 583 | 579 | +4   | 64  |
| 9    | RC Toulon             | 26 | 12 | 0 | 14 | 6  | 3  | 572 | 542 | +30  | 57  |
| 10   | Union Bordeaux Bègles | 26 | 12 | 1 | 13 | 4  | 3  | 618 | 711 | -93  | 57  |
| 11   | Section paloise       | 26 | 9  | 0 | 17 | 2  | 5  | 501 | 763 | -262 | 43  |
| 12   | SU Agen               | 26 | 8  | 1 | 17 | 0  | 4  | 431 | 654 | -223 | 38  |
| 13   | FC Grenoble (P)       | 26 | 5  | 2 | 19 | 0  | 5  | 448 | 691 | -243 | 29  |
| 14   | USA Perpignan (P)     | 26 | 2  | 0 | 24 | 0  | 4  | 433 | 821 | -388 | 12  |

### Challenge européen
Dans le Challenge européen, l'Union Bordeaux Bègles fait partie de la poule 3 et est opposée aux Anglais des Sale Sharks, aux Irlandais de Connacht, et aux Français de l'USA Perpignan.
| - Connacht - Union Bordeaux Bègles : 22-10 - Union Bordeaux Bègles - USA Perpignan : 25 - 25 - Union Bordeaux Bègles - Sale Sharks : 24 -50 | - Sale Sharks - Union Bordeaux Bègles : 14-17 - USA Perpignan - Union Bordeaux Bègles : 27-34 - Union Bordeaux Bègles - Connacht : 27-33 |

Avec 2 victoires, 1 nul et 3 défaites, l'Union Bordeaux Bègles termine 3e de la poule 3 et n'est pas qualifié pour les quarts de finale.
| Rang | Équipe                | J | V | N | D | Em | Ee | Bo | Bd | Pm  | Pe  | Diff | Pts |
| ---- | --------------------- | - | - | - | - | -- | -- | -- | -- | --- | --- | ---- | --- |
| 1    | Sale Sharks           | 6 | 4 | 0 | 2 | 27 | 12 | 4  | 2  | 196 | 108 | +88  | 22  |
| 2    | Connacht              | 6 | 5 | 0 | 1 | 19 | 14 | 2  | 0  | 146 | 120 | +26  | 22  |
| 3    | Union Bordeaux Bègles | 6 | 2 | 1 | 3 | 17 | 23 | 1  | 1  | 137 | 171 | -34  | 12  |
| 4    | USA Perpignan         | 6 | 0 | 1 | 5 | 13 | 27 | 0  | 1  | 117 | 197 | -80  | 3   |

## Statistiques

### Championnat de France
Meilleurs réalisateurs
| Rang | Joueur         | Poste            | Points | Essais | Transf. | Pén. | Drops |
| ---- | -------------- | ---------------- | ------ | ------ | ------- | ---- | ----- |
| 1    | Baptiste Serin | Demi de mêlée    | 181    | 2      | 24      | 41   | -     |
| 2    | Brock James    | Demi d'ouverture | 75     | -      | 18      | 13   | -     |
| 3    | Nans Ducuing   | Ailier           | 35     | 7      | -       | -    | -     |

Meilleurs marqueurs
| Rang | Joueur           | Poste         | Essais |
| ---- | ---------------- | ------------- | ------ |
| 1    | Nans Ducuing     | Ailier        | 7      |
| 2    | Blair Connor     | Ailier        | 6      |
| 3    | Romain Buros     | Arrière       | 5      |
| 4    | Yann Lesgourgues | Demi de mêlée | 4      |
| 5    | Semi Radradra    | Centre        | 4      |

### Coupe d'Europe
Meilleurs réalisateurs
| Rang | Joueur | Poste | Points | Essais | Transf. | Pén. | Drops |
| ---- | ------ | ----- | ------ | ------ | ------- | ---- | ----- |
| 1    | -      | -     | -      | -      | -       | -    | -     |
| 2    | -      | -     | -      | -      | -       | -    | -     |
| 3    | -      | -     | -      | -      | -       | -    | -     |

Meilleurs marqueurs
| Rang | Joueur | Poste | Essais |
| ---- | ------ | ----- | ------ |
| 1    | -      | -     | -      |
| 2    | -      | -     | -      |
| 3    | -      | -     | -      |
| 4    | -      | -     | -      |
| 5    | -      | -     | -      |